# Białko Z

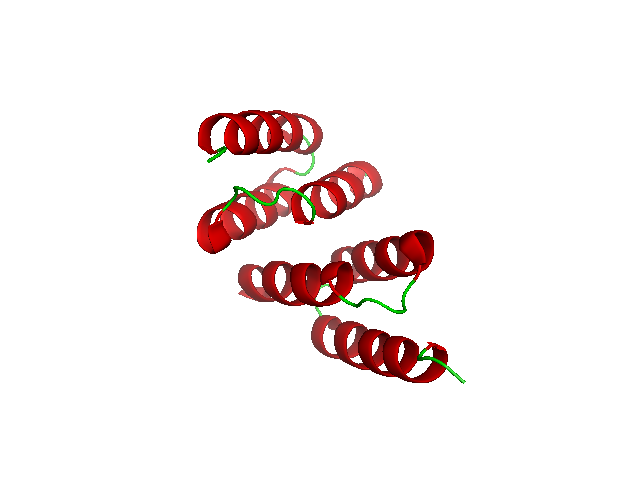
Budowa białka Z

Białko Z jest kodowane u ludzi przez gen PROZ.
Białko Z należy do kaskady krzepnięcia krwi, grupy białek, które są odpowiedzialne za formowanie skrzepu krwi. Jest zależne od witaminy K, a jego działanie zostaje zaburzone podczas stosowania warfaryny. Białko Z jest glikoproteiną.

## Fizjologia
Chociaż nie wykazuje aktywności enzymatycznej, jego budowa jest podobna do proteaz serynowych biorących udział w kaskadzie krzepnięcia – czynników VII, IX, X i białka C. Reszty karboksyglutaminianowe (których tworzenie zależy od witaminy K) wiążą białko Z do fosfolipidów błonowych.
Głównym zadaniem białka Z jest degradacja czynnika Xa. Reakcja ta zachodzi pod wpływem inhibitora proteazy związanej z białkiem Z (ZPI), ale obserwuje się 1000-krotne przyspieszenie tej reakcji przy obecności białka Z. Osobliwa dla ZPI jest także degradacja czynnika XI, jednakże zachodzi ona bez udziału białka Z.
Niektóre badania wskazują, że stany niedoboru białka Z są związane z tendencją do zakrzepicy, podczas gdy inne wskazują na korelacje pomiędzy niedoborem białka Z a tendencją do występowania krwawień (skazy krwotocznej); wyjaśnienie tego zjawiska nie jest jasne, ponieważ fizjologicznie białko Z funkcjonuje jako inhibitor, więc logicznym wydaje się fakt, że jego niedobór powinien predysponować do zakrzepicy.

## Genetyka
Białko Z ma wielkość 62 kDa i jest zbudowane z 396 aminokwasów. Gen PROZ jest zlokalizowany na trzynastym chromosomie (13q34).
Posiada cztery domeny: domenę Gla, dwie domeny podobne do EGF i domenę trypsynopodobną. Białko Z nie posiada reszty serynowej, która determinuje aktywność katalityczną, jako proteaza serynowa.

## Historia
Białko Z po raz pierwszy wyizolowali z krwi krowy Prowse i Esnouf w 1977 roku, a w 1984 roku Broze i Miletich oznaczyli je w ludzkim osoczu.

## Struktura
Analiza budowy białka Z powinna pozwolić na lepsze poznanie jego funkcji. II-rzędową strukturę białka Z opisano na podstawie wykresu Ramachandrana. Wykres Ramachandrana przy zastosowaniu równań matematycznych pozwala na ustalenie możliwych kątów wiązań pomiędzy aminokwasami I-rzędowej struktury białka Z. Poznanie wartości możliwych kątów pozwala na ustalenie możliwej II-rzędowej struktury białka. Analiza przy użyciu wykresu Ramachandrana wskazuje, że białko Z składa się wyłącznie z α-helis. Ostateczną strukturę wszystkich helis określono przy pomocy dyfrakcji promieni rentgenowskich. Białko składa się z łańcuchów A i B, w których występują motywy helisa-pętla-helisa.